# Lennard Sowah
Lennard Adjetey Sowah (Amburgo, 23 agosto 1992) è un calciatore tedesco, difensore del TuS Dassendorf.

## Carriera

### Club
Il 3 aprile 2010 debutta in Premier League nella partita Portsmouth-Blackburn Rovers 0-0. Il 22 giugno 2014 il giocatore si trasferisce in Danimarca, precisamente al Vestsjælland. Qui firma un contratto annuale.